# Anatolij Vasil'evič Lunačarskij
Anatolij Vasil'evič Lunačarskij (in russo Анатолий Васильевич Луначарский?; in ucraino Анатолій Васильович Луначарський?, Anatolij Vasyl'ovyč Lunačar'skyj; Poltava, 23 novembre 1875 – Mentone, 28 dicembre 1933) è stato un politico, scrittore e rivoluzionario russo, poi sovietico.

## Biografia
Nacque nel 1875 a Poltava nella famiglia del consigliere di stato Aleksandr Ivanovič Antonov, ma ricevette patronimico e cognome dal padre adottivo Vasilij Fёderovič Lunačarskij.
Venne a contatto con il marxismo già ai tempi del liceo a Kiev, assieme al compagno di scuola - con cui in seguito avrebbe avuto modo di polemizzare - Nikolaj Berdjaev. Nel 1892 aderì ad un'organizzazione studentesca marxista illegale ed iniziò a fare propaganda tra gli operai. Nel 1895, terminato il liceo, si iscrisse all'Università di Zurigo.
Qui seguì il corso di filosofia e scienza del professore Richard Avenarius e studiò approfonditamente i lavori di Marx ed Engels e le opere dei filosofi materialisti francesi. Fu molto influenzato dal pensiero di Avenarius. Risultato dello studio dell'empiriocriticismo fu lo studio in due volumi Religione e socialismo, in cui uno dei principali temi è il legame fra la filosofia materialista e le fantasie religiose del passato.
Nel periodo svizzero Lunačarskij si avvicinò inoltre al movimento socialista Emancipazione nel lavoro di Plechanov.
Tra il 1896 e il 1898 Lunačarskij viaggiò in Francia e in Italia, per poi fare ritorno a Mosca dove iniziò a dedicarsi all'opera rivoluzionaria. Nel 1899 venne arrestato e mandato a Poltava. L'anno successivo fu arrestato a Kiev e, dopo un mese nel carcere Luk'janovskij, fu mandato in esilio dapprima a Kaluga e poi a Vologda e Tot'ma. Nel 1903 dopo la scissione del Partito Operaio Socialdemocratico Russo (POSDR), di cui faceva parte dal 1895, aderì alla corrente bolscevica.
Nel 1904, concluso l'esilio, Lunačarskij tornò a Kiev e poi si recò a Ginevra, dove divenne redattore dei giornali bolscevichi Il Proletario (Proletarij) e L'Avanti (Vperëd). Ben presto divenne uno dei principali leader bolscevichi e si avvicinò alle posizioni di Bogdanov e Lenin. Insieme a quest'ultimo si scontrò con i capi menscevichi, Martov, Dan e altri. Dopo aver partecipato ai lavori del III congresso del Partito Operaio Socialdemocratico (svoltosi nel 1905 a Londra), fu inviato a fare propaganda in Russia e divenne redattore del giornale Nuova vita (Novaja Žizn'), fondato da Maksim Gor'kij. Arrestato e processato per propaganda rivoluzionaria, riuscì a fuggire all'estero e prese parte al IV congresso del Partito Operaio Socialdemocratico a Stoccolma (1906).
Tra il 1906 e il 1908 diresse la sezione artistica della rivista L'Istruzione (Obrazovanie). Verso la fine degli anni dieci si accentuarono le divergenze filosofiche fra Lunačarskij e Lenin, che presto sfociarono in uno scontro politico. 
Nel 1908 soggiorna ad Introdacqua, nell'Abruzzo interno, dove scrive la commedia Faust i gorod.
Nel 1909 Lunačarskij partecipò attivamente all'organizzazione di un movimento di estrema sinistra che fu detto degli avantisti (dal nome della rivista pubblicata dai membri del gruppo), che reclamava il ritiro dei socialdemocratici dalla Duma. Il gruppo fu espulso dalle file bolsceviche, nelle quali Lunačarskij sarebbe rientrato nel 1917.
Insieme ad altri avantisti partecipò alla creazione di scuole di partito per lavoratori russi a Capri e a Bologna, nelle quali venivano invitati a tenere lezioni rappresentanti di tutte le correnti del POSDR. In questo periodo Lunačarskij, influenzato dagli empiriocriticisti, fu duramente criticato da Lenin (nell'opera Materialismo ed empiriocriticismo, del 1908).
Nel 1910, dopo che già era stato presente ai lavori di Stoccarda del 1907, Lunačarskij partecipò al congresso di Copenaghen della Seconda Internazionale. Intanto si occupò in molti giornali e riviste russe di letteratura dell'Europa occidentale, prendendo posizione contro lo sciovinismo nell'arte.
Internazionalista, con lo scoppio della prima guerra mondiale Lunačarskij fu tra i fondatori della rivista La nostra parola (Naše slovo).

### Nel 1917
(Romain Rolland, 1917)
La notizia della Rivoluzione di Febbraio colse di sorpresa Lunačarskij, che il 9 (22) maggio, lasciata la famiglia in Svizzera, si recò a Pietrogrado, dove aderì al movimento degli interdistrettuali (Mežrajoncy). Da essi fu eletto delegato al Primo congresso panrusso dei Soviet dei Deputati degli Operai e dei Soldati, in programma dal 3 (16 giugno) al 24 giugno (7 luglio) 1917. Qui sostenne la causa dell'abolizione della Duma e del Consiglio di Stato e del trasferimento del potere alla classe lavoratrice. L'11 (24) giugno intervenne in difesa della posizione internazionalista nelle questioni militari.
Poco dopo le giornate di luglio, fu incriminato per alto tradimento dal Governo Provvisorio ed arrestato. Dal 23 giugno (6 luglio) all'8 (21) agosto rimase nel carcere Kresty, e nel frattempo venne eletto come delegato al VI congresso del POSDR, nel quale gli Interdistrettuali confluirono nella corrente bolscevica.
L'8 (21) agosto, alla Conferenza di Pietrogrado dei Comitati di Fabbrica, Lunačarskij parlò contro gli arresti dei Bolscevichi, e il 20 agosto (2 settembre) divenne il leader della fazione bolscevica nella Duma di Pietrogrado. Durante la fase dell'affare Kornilov, sostenne apertamente la questione del trasferimento del potere al Soviet. Nell'agosto del 1917 lavorò alla rivista Il proletario, che usciva al posto della Pravda, chiusa dal Governo Provvisorio, e all'Istruzione (Prosveščenie), sostenendo l'importanza per il proletariato della cultura e dell'istruzione.
All'inizio dell'autunno 1917 Lunačarskij divenne vicesindaco di Pietrogrado ed entrò a far parte del Consiglio Provvisorio della Repubblica Russa. Il 25 ottobre (7 novembre) in una riunione straordinaria del Soviet di Pietrogrado sostenne la linea del partito, e tenne un acceso discorso contro i Menscevichi e la destra del Partito Socialista Rivoluzionario, che avevano abbandonato il II Congresso panrusso dei Soviet.
Dopo la Rivoluzione d'ottobre, entrò nel governo formato dal II Congresso dei Soviet come commissario del popolo all'istruzione. Si dimise dalla carica in seguito ai bombardamenti dei monumenti storici effettuati dai Bolscevichi durante l'insurrezione armata di Mosca. Il Consiglio dei commissari del popolo giudicò le dimissioni inopportune, e Lunačarskij le ritirò. Fu un sostenitore della tesi del Governo socialista omogeneo, ma, a differenza di Nogin, Rykov e altri, non abbandonò per questo il Consiglio, di cui continuò a far parte fino al 1929.

### Dopo la Rivoluzione
Tra il 1918 e il 1922 fu membro del Consiglio Militare Rivoluzionario e nel 1922 fu tra i pubblici ministeri del processo ai Socialisti Rivoluzionari. Fin dai primi mesi dopo la Rivoluzione, fu attivo anche nella difesa del patrimonio storico e culturale della Russia.
Sostenne l'importanza di adottare l'alfabeto latino per la lingua russa, e nel 1929 convocò un'apposita commissione che decise di avviare la latinizzazione partendo dalle lingue delle minoranze.
Lunačarskij rimase sempre al di fuori degli scontri interni al partito, alla fine unendosi ai vincitori, tra i quali tuttavia - secondo le parole di Trockij, - «rimase sempre una figura aliena». Nel 1929 venne rimosso dal ruolo di Commissario del Popolo all'Istruzione e nominato presidente del Comitato scientifico dell'Esecutivo centrale dell'URSS. L'anno successivo entrò a far parte dell'Accademia delle Scienze dell'URSS.
All'inizio degli anni trenta divenne direttore dell'Istituto di arte e letteratura ed uno dei redattori dell'Enciclopedia letteraria, e fu a contatto con vari scrittori stranieri come Romain Rolland, Henri Barbusse, George Bernard Shaw, Bertolt Brecht e Stefan Zweig.
Nel 1933 fu nominato ambasciatore sovietico in Spagna e fu vice capo della delegazione dell'URSS alla Conferenza per il disarmo presso la Società delle Nazioni.

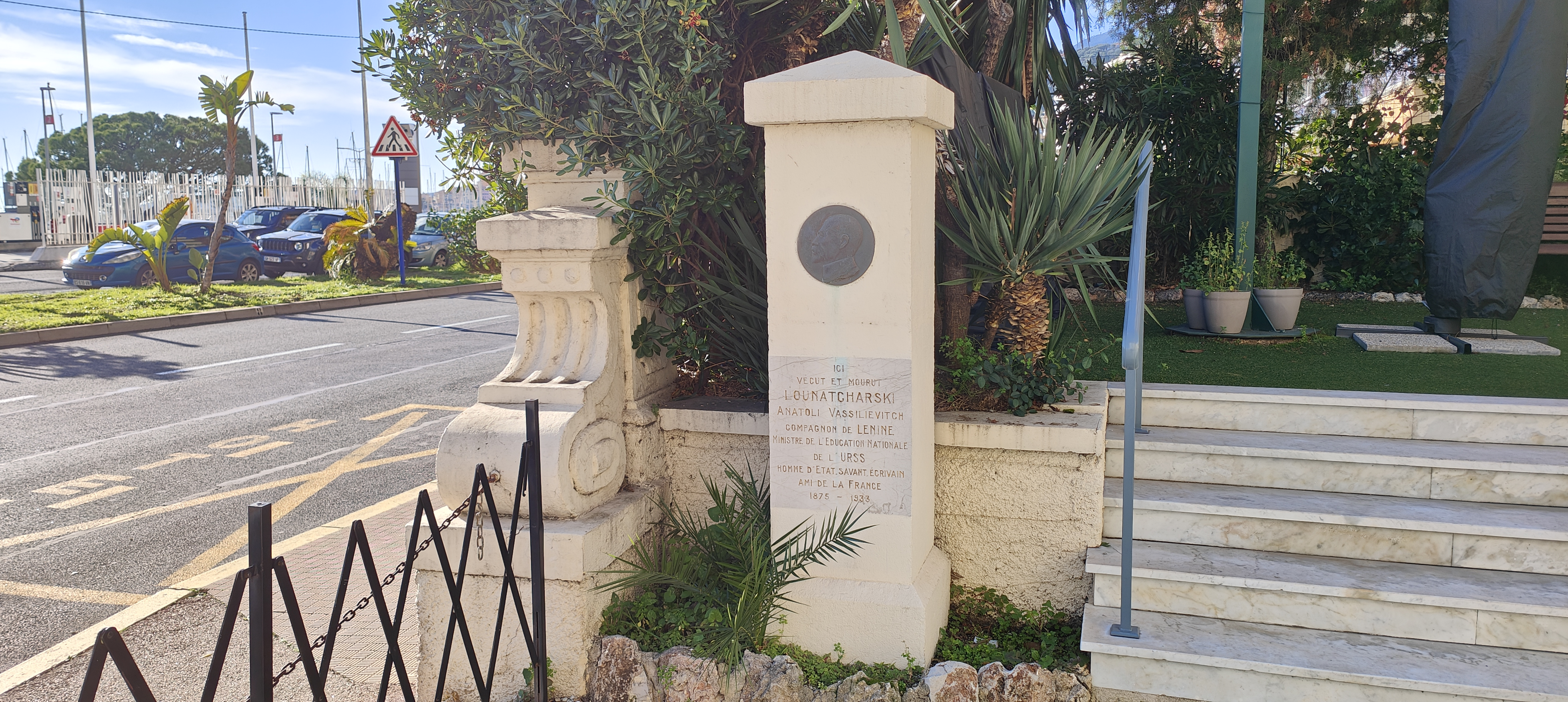
Lapide commemorativa sita in un parcheggio privato a Mentone, nel luogo ove morì, sulla strada Porte de France, poco prima dell'inizio di Avenue Aristide Briand, zona porto di Garavan

Morì nel dicembre dello stesso anno a Mentone, mentre era in viaggio verso la Spagna. Il suo corpo fu cremato e l'urna con i suoi resti venne collocata nella necropoli delle mura del Cremlino a Mosca.

## Opere in italiano
- Oliver Cromwell, Stilo Editrice, 2018, ISBN 9788864792170.
- Faust e la città. Dramma per la lettura e altri scritti sul Faust, La Mongolfiera, 2013, ISBN 889625468X.
- Religione e socialismo, Rimini, Guaraldi, 1973.
- AA.VV., I giorni dell'Ottobre, Editori Riuniti, Roma, 1969, pp. 7-15.